# 螺纹接点
螺纹联接或螺纹接头是一种使用在建筑中的自由度运动副。 螺纹接头提供单一的轴平利用螺纹的 螺杆 提供这样的翻译。這種類型的接頭主要用於大多數類型的線性致動器和某些類型的笛卡爾機器人。
螺旋接頭有時被認為是一種單獨類型，但它實際上是螺栓接頭的變體。不同之處在於，其使用螺釘而不是螺栓，因此在其中一個接合部件中需要內螺紋。這可以節省空間，然而，線程的連續重用可能會損壞線圈，從而使整個部件无法使用。